# 椛島義夫
椛島 義夫（かばしま よしお、男性、1944年10月27日 - 2017年7月25日）は、日本のアニメーター、キャラクターデザイナー。長崎県対馬市出身。有限会社夢弦館代表取締役。日本アニメーター・演出協会（JAniCA）会員。

## 人物
東映動画から、楠部大吉郎の設立したAプロダクションに移籍。東京ムービー作品の作画において、中核を担った。Aプロからスタジオ古留美に移籍したのち、夢弦館を立ち上げる。
代表作としては『ガンバの冒険』（1975年）、『ルパン三世 ルパンVS複製人間』（1978年）での作画監督、キャラクターデザイン担当が挙げられる。
2017年7月25日に肺炎のため死去。72歳没。

## 参加作品

### テレビアニメ
1966年
- レインボー戦隊ロビン（作画）

1968年
- 巨人の星（作画監督）
- サイボーグ009（原画）

1971年
- 新オバケのQ太郎（作画監督）

1973年
- エースをねらえ!（作画監督）
- ジャングル黒べえ（作画監督）

1974年
- 柔道讃歌（作画監督）
- はじめ人間ギャートルズ（原画）

1975年
- ガンバの冒険（作画監督、キャラクターデザイン）

1977年
- まんが世界昔ばなし（演出、キャラクター、作画）

1979年
- さすらいの少女ネル（作画監督・キャラクターデザイン）
- ドラえもん（作画監督）

1982年
- トンデラハウスの大冒険（作画監督）

1983年
- イーグルサム（キャラクターデザイン・作画監督）

1984年
- GALACTIC PATROL レンズマン（作画監督）

1986年
- 青春アニメ全集（キャラクターデザイン）

1988年
- ホワッツマイケル（キャラクターデザイン）

1990年
- キャッ党忍伝てやんでえ（演出、作画監督）
- キャプテン・プラネット（作画監督）

1991年
- キャプテン・プラネット（作画監督）
- キン肉マン キン肉星王位争奪編（作画監督）

1993年
- ミラクル☆ガールズ（作画監督）※「荻窪太郎」名義

1995年
- 忍たま乱太郎（演出、作画監督）
- モジャ公（作画監督）

1996年
- わんころべえ（演出、作画監督）

1997年
- 忍ペンまん丸（作画監督）

1999年
- 週刊ストーリーランド（作画監督）

2006年
- ぜんまいざむらい（作画監督）

2010年
- はなかっぱ（作画監督）

2012年
- ふるさと再生 日本の昔ばなし（作画、キャラクターデザイン、原画）

2017年
- ふるさとめぐり 日本の昔ばなし（キャラクターデザイン、原画）

### 劇場アニメ
1977年
- 草原の子テングリ（原画）

1978年
- ルパン三世 ルパンVS複製人間（作画監督、キャラクターデザイン）

1980年
- ドラえもん のび太の恐竜（原画）

1981年
- グリックの冒険（キャラクターレイアウト）
- ドラえもん のび太の宇宙開拓史（レイアウト）
- マンザイ太閤記（作画監督）

1982年
- ドラえもん のび太の大魔境（レイアウト）

1984年
- 冒険者たち ガンバと7匹のなかま（作画監督）

1987年
- ブンナよ、木からおりてこい（キャラクターデザイン・作画監督）

1989年
- せんすい艦に恋をしたクジラの話（監督・キャラクターデザイン）

1993年
- つるにのって とも子の冒険（キャラクターデザイン）

1995年
- 星空のバイオリン（キャラクターデザイン・作画監督）

## 書籍
- はじめての世界名作えほん『十二支のはじまり』すずきえりな、中脇初枝との共著（2018年、ポプラ社）
- 藤子・F・不二雄大全集『新オバケのQ太郎』2巻（2012年、小学館） - 解説を執筆。